# Agregacja (inżynieria procesowa)
Agregacja w przemyśle to proces kontrolowanego zlepiania proszków, który prowadzi do ich granulacji.